# Ершова, Зинаида Васильевна
Зинаида Васильевна Ершо́ва (23 октября 1904 год — 25 апреля 1995 год) — крупный советский радиохимик, профессор, доктор технических наук, заслуженный деятель науки и техники РСФСР, лауреат трёх Сталинских премий второй степени, лауреат премии имени В. Г. Хлопина АН СССР.
От коллег, специалистов атомной промышленности, получила неофициальное прозвище «русская мадам Кюри».

## Биография
Родилась в Москве 23 октября 1904 года в семье служащего, после окончания школы в 1923 году поступила в Московский государственный университет и записалась в радиохимическую лабораторию университета.
На первом курсе познакомилась с сыном Н. А. Второва, вышла за него замуж, но в «медовый месяц» в Сочи они оба заболели тифом и муж скончался от дифтерии.
Летом 1924 года состоялось знакомство Ершовой, в числе студентов университета, с заместителем директора Радиевого института АН СССР В. Г. Хлопиным, который на долгое время стал её научным руководителем.
В 1929 году она окончила физико-механическое отделение Московского университета, защитив диплом по специальности «радиоактивность» и В. Г. Хлопин посоветовал З. В. Ершовой идти работать на Московский завод редких элементов, на котором начинались работы по промышленному производству радия из урановой руды Тюя-Муюнского месторождения.
Начав в 1930 году работу в радиевом цехе простым сотрудником, вскоре она была назначена на должность начальника физической лаборатории.
В конце 1931 года на заводе был осуществлён первый выпуск радия, что стало серьёзным успехом молодого коллектива предприятия.
Второй раз З. В. Ершова вышла замуж за А. В. Филиппова (1904—1938), который в 1933—1937 годах работал первым прокурором Москвы, а затем был репрессирован. В 1933 году у них родилась дочь Ксения (её дочь — Марина Сергеевна Жукова, супруга известного журналиста Николая Сванидзе).
В декабре 1936 года Зинаиду Васильевну отправили в лабораторию Марии Кюри парижского Института радия на научную стажировку, где она работала под руководством Ирэн Жолио-Кюри и опубликовала в 1937 году работу по теме: «Определение отношения 238U/235U в UY» в Journal de Physique. Возвратившись в СССР, З. В. Ершова в 1938 году (по рекомендации В. Г. Хлопина) перешла на работу в Гиредмет Наркомата цветной металлургии СССР на должность начальника лаборатории радия. К этому времени её супруг, арестованный в 1937 году, был расстрелян.
Во время Великой Отечественной войны Зинаида Васильевна была в эвакуации в Казахстане и руководила там свиносовхозом, но в феврале 1943 года получила правительственный вызов: «Срочно возвратиться в Москву для работы по специальности». Вернувшись в институт «Гиредмет» З. В. Ершова включилась в работу советского атомного проекта: И. В. Курчатов поставил перед её лабораторией задачу срочного получения карбида урана и металлического урана. В 1944 году требуемые материалы были получены, они отправлялись в Лабораторию № 2 для ядерно-физических исследований и проведения опытов, необходимых для проектирования и строительства первого в СССР и Европе опытного реактора Ф-1.
В 1943 году З. В. Ершова защитила кандидатскую диссертацию в Московском институте тонкой химической технологии имени М. В. Ломоносова по материалу, полученному в парижском Институте радия в 1936—1937 годах.

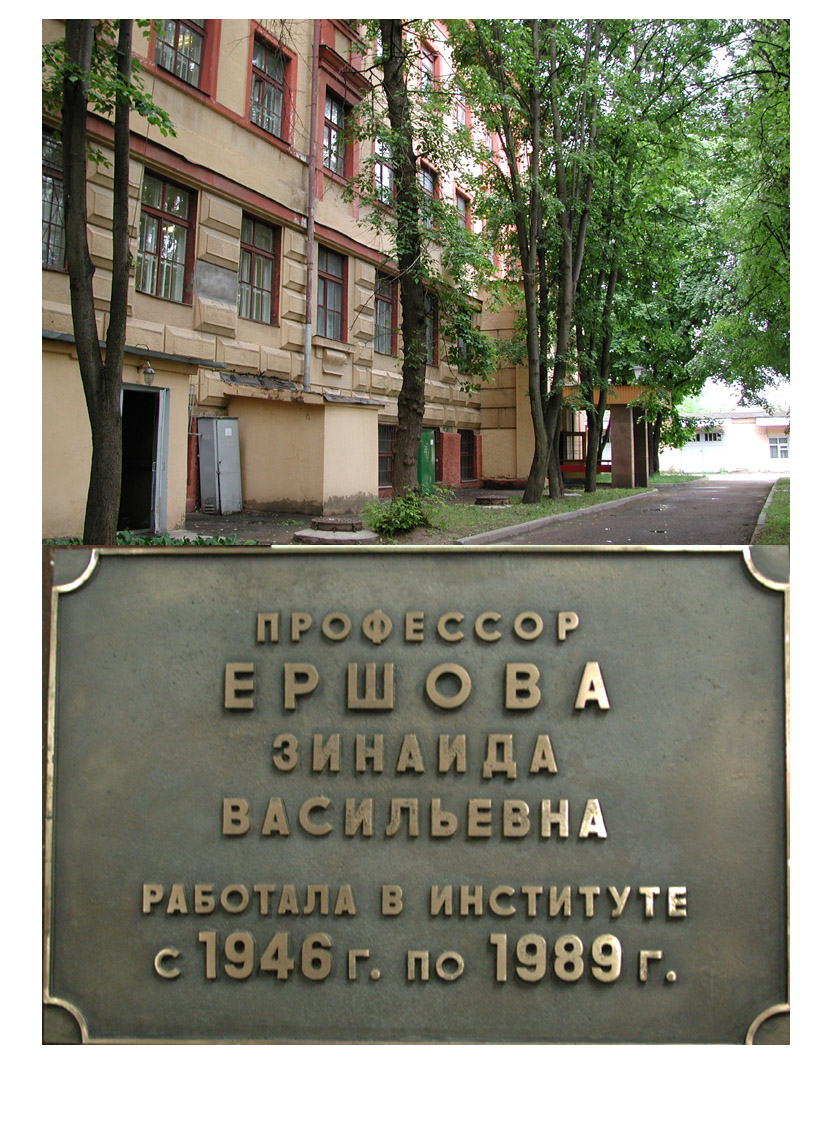
Памятная доска на здании ВНИИНМ, в котором работала Ершова

В 1944 году она отправила на имя заместителя Наркома внутренних дел СССР А. П. Завенягина докладную записку о крайней необходимости создания нового специализированного института в Москве.

В своих воспоминаниях З. В. Ершова писала:

Я как начальник лаборатории взяла на себя ответственность в постановке вопроса о создании нового института перед руководством.

Это обращение совпало с потребностью НКВД создать многопрофильный институт советского атомного проекта, в результате сложилось, что З. В. Ершова стала одним из инициаторов и активных участников создания научно-исследовательского института «Инспецмет НКВД» (Институт специальных металлов), который позже стал именоваться НИИ-9 (современный ВНИИНМ имени академика А. А. Бочвара).
Решение правительства было выпущено в виде постановления ГКО № 7102 от 8 декабря 1944 года «О мероприятиях по обеспечению развития добычи и переработки урановых руд», в котором было указано на необходимость создания института.
ГКО СССР предписывало в пятнадцатидневный срок «предоставить предложения по организации Инспецмета».
Техническое задание на проектирование института было составлено к началу 1945 года сотрудниками «Гиредмета» З. В. Ершовой, В. Д. Никольским и Н. С. Повицким.

### С 1945 года
В мае 1945 года З. В. Ершовой предложили ехать в Германию для осуществления репараций, но она нашла способ отказаться от этого предложения.
30 августа 1945 года вышло Постановление ГОКО № 9946сс/ов «О передаче Первому Главному управлению при Совнаркоме СССР завода № 12 Наркомбоеприпасов» (современное ОАО «Машиностроительный завод»), город Электросталь Московской области.
Зинаиде Васильевне поручили наладить на этом предприятии промышленное производство металлического урана в слитках массой до нескольких килограммов.
После выполнения этой работы авторитет З. В. Ершовой как специалиста атомной промышленности сильно вырос, за ней закрепилось неофициальное прозвище «русская мадам Кюри».
Вместе с группой сотрудников «Гиредмет» и «Завода редких элементов» в начале 1946 года перешла в Инспецмет на должность начальника лаборатории.
В первые два года фактически напрямую руководила работой радиохимического направления института вместе с первым директором В. Б. Шевченко.
В декабре 1947 года в лаборатории З. В. Ершовой были получены первые микрограммы светло-голубого раствора плутония.
В 1947 году в прокат вышел фильм «Весна» — по преданиям, З. В. Ершова была прототипом главной героини Ирины Петровны Никитиной, но ни её дочь, ни внучка эту версию не подтверждали.
В 1948 году в лаборатории З. В. Ершовой создается полупромышленная установка для получения полония, а впоследствии под её научным руководством в СССР было создано постоянно действующее, экологически чистое производство полония. Разработанный в конце 1960-х годов в её лаборатории во ВНИИНМ термоэлектрический генератор на изотопе полоний-210 использовался для энергообеспечения и поддержания тепла в приборном отсеке лунных самоходных аппаратов «Луноход-1» (1970) и «Луноход-2» (1973).
В 1959 году приглашена в Московский химико-технологический институт им. Д. И. Менделеева для преподавания специальных курсов на основе совместительства для студентов инженерного физико-химического факультета, наряду с будущими член-корреспондентами и действительными членами Академии наук СССР: Сажиным Н.П., Звягинцевым О.Е, Петряновым И.В, Боресковым Г.К., Зефировым А.П., Фоминым В.В. и Якименко Л.М. и др.
Академик РАН И. В. Петрянов-Соколов относил себя к её ученикам и высоко оценивал вклад З. В. Ершовой в создание в СССР химии радиоэлементов.
В 1989 году покинула ВНИИНМ, проработав в институте более 40 лет. Умерла в 1995 году. Похоронена на Ваганьковском кладбище (участок 40) в Москве.
Как вспоминают старожилы атомной промышленности, Министр среднего машиностроения СССР Е. П. Славский сказал о З. В. Ершовой в неофициальной беседе в кругу единомышленников:

Я руководил выдающимися людьми! Настоящие патриоты! И никак не могу забыть нашу Зинаиду! Я бы ей при жизни золотой памятник поставил за то, что она голыми руками в самый нужный момент получила для страны металлический уран!

## Награды и премии
- орден Трудового Красного Знамени (29.10.1949)
- Сталинская премия второй степени (1949) — за участие в разработке технологического процесса химии плутония
- Сталинская премия второй степени (1951) — за разработку промышленного метода получения полония.
- Сталинская премия второй степени (1953) — за разработку и промышленное освоение методов выделения и переработки трития[1].
- Премия имени В. Г. Хлопина Академии наук СССР (1968) за серию работ по химии полония[18].

## Память
В 2004 году, к 100-летию со дня рождения З. В. Ершовой, на фасаде технологического корпуса ВНИИНМ торжественно открыли мемориальную доску.
Коллектив ветеранов института к этой дате создал видеофильм «Мадам Кюри Советского Союза» о профессоре Ершовой.